# كويناريوس

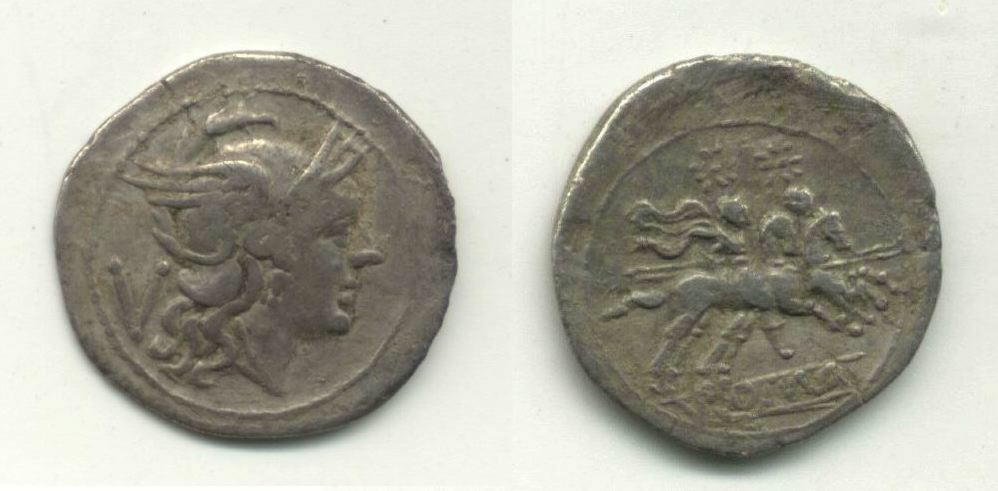
كويناريوس سُك في العصر الروماني

كويناريوس(باللاتينية: quinarius)، أي "يحوي خمس وحدات" هو اسم يطلق على عدة عملات رومانية قديمة صدرت بين القرن الثالث قبل الميلاد والقرن الثالث بعد الميلاد. صك أول مرة في سنة 1، وكان في البداية عملة فضية تعادل خمسة أسات برونزية، ومن هنا جاءت تسميته.
مع اندلاع الحرب البونيقية الثانية سنة 2، اضطرت الدولة الرومانية إلى تعديل نظامها النقدي ونسبة المعادن في العملات. أصبح الديناريوس يعادل 16 أسا، وبالتالي صار الكويناريوس، كونه نصف ديناريوس، يعادل 8 أسات. وظلت هذه النسبة سارية حتى نهاية العهد الجمهوري وبداية الحكم الإمبراطوري.
في أواخر الجمهورية الرومانية، وأثناء حملات يوليوس قيصر على الغال، انخفضت قيمة الذهب مقارنة بالفضة نتيجة تدفق الذهب من الأراضي المحتلة. وفي سنة 3 ظهرت عملة ذهبية تعادل نصف أوريوس، وسميت لاحقا في الأدبيات المعاصرة بـ"كويناريوس ذهبي" (باللاتينية: Quinarius aureus) أو "فكتورات ذهبي" (باللاتينية: Victoriatus aureus). استمر وجود الكويناريوس الفضي والذهبي سويا في النظام النقدي للإمبراطورية، لكن إصدار الكويناريوس الذهبي كان غير منتظم، وغالبا ما استخدم في دفع أجور الجنود أو كهدايا أثناء المناسبات.
إضافة إلى الكويناريوس الروماني، يطلق الاسم أيضا على عملات فضية سكها القلط، وكذلك على العملات التي أصدرها أليكتوس، إمبراطور بريطانيا المتمردة بين سنتي 4 و5، وأيضا على عملتين من فئة سيسترتيوس صكتا في النصف الثاني من القرن 6 الميلادي.

## أصل وفئة الدينار الخماسي

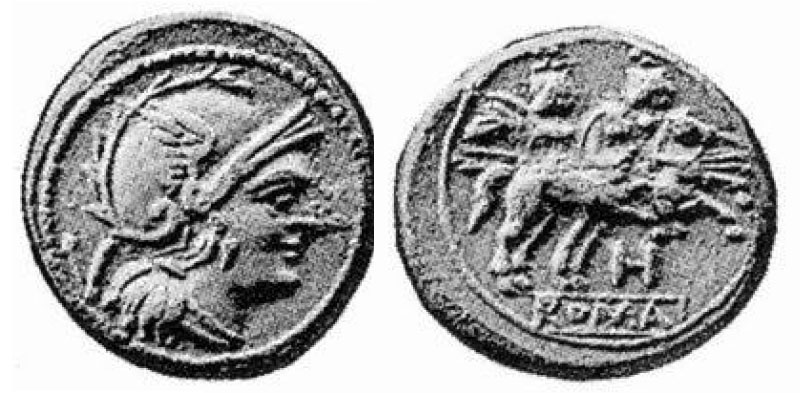
دينار خماسي حوالي سنة 225 قبل الميلاد

وفقًا لما ذكره بلينيوس الأكبر، ظهرت عملة الدينار الخماسي في عامي 269–268 قبل الميلاد. في هذا العام بدأت الدولة بصك عملة فضية. كانت قيمة ديناريوس تعادل عشرة أسات نحاسية بوزن 1⁄6 من الرطل الروماني، أي ما يعادل 54,59 غ لكل وحدة، في حين كانت قيمة الدينار الخماسي تعادل خمسة آسات. في البداية، كان وزن الدينار الخماسي الفضي يساوي 2 سكروبيل (حوالي {2,274 غ)، وكان يُنقش عليه الرقم الروماني "V" للدلالة على قيمته. وبهذا تكونت في الجمهورية الرومانية منظومة نقدية ثنائية المعدن قائمة على استخدام العملات النحاسية والفضية بنسبة تبادل تعادل 1 إلى 120.

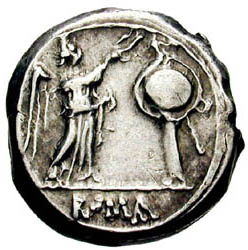
الوجه الخلفي النموذجي لعملة فيكتوراتوس

مع بداية الحرب البونيقية الثانية سنة 218 ق.م، اضطرت الدولة لتقليل محتوى المعدن في العملات. وفي عام 217 ق.م، تم تخفيض وزن الدينار من 1⁄72 إلى 1⁄84 من الرطل (أي 327,45 غ). كما تغيّر أيضًا التناسب بين الآس والدينار، فأصبح الدينار يعادل 16 آسًا، والدينار الخماسي 8 آسات. بقي هذا النظام ساريًا حتى نهاية الجمهورية وبداية الحقبة الإمبراطورية. في عام 89 ق.م، خُفض وزن الآس النحاسي إلى 1⁄24 من الرطل (أي 13,64 غ)، مما دفع المؤرخ زوغراف ألكسندر نيكولايفيتش لاقتراح أن العملات النحاسية تحوّلت إلى نقود ائتمانية تعتمد قيمتها على السلطة التشريعية للدولة، لا على محتواها المعدني.

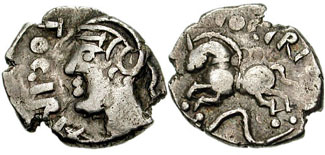
دينار خماسي قبيلة سيكواني، القرن الثاني قبل الميلاد

توقف صك الدينارات الخماسية خلال الحرب البونيقية الثانية، لكن أعيد استخدامها خلال حرب كيمبريان (113–101 ق.م)، على الأرجح في سنة 105 ق.م. آنذاك، أخذ وجهها الخلفي نمط فيكتوراتوس، حيث ظهرت الإلهة فيكتوريا وهي تضع إكليل الغار. بناء عليه، أصبح بعض النقاد يطلقون عليها اسم فيكتوراتوس. (علما بأن مصطلح فيكتوراتوس كان يطلق على عملة تساوي 3⁄4 من الدينار قبل ذلك). بعد ذلك، توقف إصدار هذه العملات تدريجيا، وأي ذكر لفيكتوراتوسات بعد القرن الأول ق.م. يشير فعليا إلى دينارات خماسية بقيمة نصف دينار.
يجدر بالذكر أن الفكتوراتوس لم يكن عملة قانونية في روما حتى عام 58 ق.م.، حين تم إقرار قانون كلوديوس، فاعترف بها رسميًا كعملة تعادل ½ دينار. كانت الإصدارات متفرقة، أبرزها في الفترة 90–85 ق.م. وخلال عهد يوليوس قيصر (49–44 ق.م). بدأت صور أبولو وعناصر أخرى مثل المصافحة بين مارك أنطوني وأوغسطس تظهر على وجه العملة.
لم تقتصر تسمية الدينار الخماسي على العملات الرومانية، بل استخدمت أيضا للإشارة إلى عملات فضية قلطية تعود إلى القرنين الثاني والأول ق.م.، بوزن حوالي 1.8–1.9 غ، بناء على تقاربها في الوزن مع نظيرتها الرومانية.